# ديفيد هودج
ديفيد هودج (بالإنجليزية: David Hodge)‏ هو لاعب كرة قدم وسياسي بريطاني (وحمل سابقاً جنسية المملكة المتحدة لبريطانيا العظمى وأيرلندا)، ولد في 13 سبتمبر 1909 في غلاسكو في المملكة المتحدة، وتوفي في 9 ديسمبر 1991. حزبياً، نشط في حزب العمال الاسكوتلندي ‏.